# 2:37
«2:37» — повнометражний австралійський фільм, відзнятий режисером Муралі К. Таллурі.

## Сюжет
Драма молодого австралійського кінорежисера, яка викликала неоднозначну реакцію критиків. Непроста історія 6-ти учнів випускного класу однієї з австралійських шкіл. Прологом фільму служить трагічне самогубство одного з учнів рівно о 2:37 пополудні. Дія самого фільму передує цій трагедії і розвивається протягом одного дня. У кожного підлітка своя історія, таємниця, переживання, мета. І тільки кінець фільму виявляє учня, що зважився на такий відчайдушний вчинок. Муралі К. Таллурі стверджує, що історія у фільмі не вигадана і навіяна його власної спробою самогубства, а також самогубством близького друга, якому і присвячений фільм. Інші стверджують, що це всього лише піар-хід і не більше того.

## У ролях
- Тереза Палмер
- Джоел Макензі
- Франк Світ
- Гарі Світ
- Чарльз Бейрд
- Ксав'єр Семюель
- Марні Спіллане
- Сем Харріс
- Сара Хадсон
- Клементін Меллор